# Joe Mantell
Joe Mantell (New York, 21 dicembre 1915 – Tarzana, 29 settembre 2010) è stato un attore statunitense.
Ha recitato in 17 film dal 1949 al 1990 ed è apparso in oltre 60 serie televisive dal 1951 al 1974.  Fu candidato per un Oscar al miglior attore non protagonista per il ruolo di Angie nel film Marty, vita di un timido (1955). È stato accreditato anche con il nome Joseph Mantell.

## Filmografia

### Cinema
- Mani lorde (The Undercover Man), regia di Joseph H. Lewis (1949)
- Barbary Pirate, regia di Lew Landers (1949)
- Il porto di New York (Port of New York), regia di László Benedek (1949)
- E col bambino fanno tre (And Baby Makes Three), regia di Henry Levin (1949)
- Marty, vita di un timido (Marty), regia di Delbert Mann (1955)
- Al centro dell'uragano (Storm Center), regia di Daniel Taradash (1956)
- Giacomo il bello (Beau James), regia di Melville Shavelson (1957)
- Il marmittone (The Sad Sack), regia di George Marshall (1957)
- È sbarcato un marinaio (Onionhead), regia di Norman Taurog (1958)
- Il cielo è affollato (The Crowded Sky), regia di Joseph Pevney (1960)
- Gli uccelli (The Birds), regia di Alfred Hitchcock (1963)
- Una donna senza volto (Mister Buddwing), regia di Delbert Mann (1966)
- I guerrieri (Kelly's Heroes), regia di Brian G. Hutton (1970)
- Chinatown, regia di Roman Polański (1974)
- Blame It on the Night, regia di Gene Taft (1984)
- Dinosauri a colazione (Movers & Shakers), regia di William Asher (1985)
- Il grande inganno (The Two Jakes), regia di Jack Nicholson (1990)

### Televisione
- Public Prosecutor – serie TV, un episodio (1947)
- Starlight Theatre – serie TV, un episodio (1951)
- Out There – serie TV, un episodio (1951)
- Suspense – serie TV, un episodio (1951)
- Lights Out – serie TV, episodio 4x42 (1952)
- Mister Peepers – serie TV, un episodio (1952)
- The Philco Television Playhouse – serie TV, 2 episodi (1953)
- Inner Sanctum – serie TV, un episodio (1954)
- The Elgin Hour – serie TV, 2 episodi (1955)
- Studio One – serie TV, un episodio (1955)
- Goodyear Television Playhouse – serie TV, 3 episodi (1953-1956)
- Justice – serie TV, un episodio (1956)
- Armstrong Circle Theatre – serie TV, un episodio (1956)
- Kraft Television Theatre – serie TV, 2 episodi (1956)
- The 20th Century-Fox Hour – serie TV, episodio 2x09 (1957)
- Alfred Hitchcock presenta (Alfred Hitchcock Presents) – serie TV, 2 episodi (1955-1957)
- The Web – serie TV, un episodio (1957)
- Climax! – serie TV, 3 episodi (1956-1958)
- Ricercato vivo o morto (Wanted: Dead or Alive) – serie TV, episodi 1x13 (1958)
- The Millionaire – serie TV, un episodio (1959)
- F.B.I. contro Al Capone (The Scarface Mob) – film TV (1959)
- Westinghouse Desilu Playhouse – serie TV, 3 episodi (1959)
- Alcoa Theatre – serie TV, un episodio (1959)
- Alcoa Presents: One Step Beyond – serie TV, un episodio (1959)
- The Man from Blackhawk – serie TV, un episodio (1960)
- Fred Astaire – serie TV, un episodio (1960)
- Goodyear Theatre – serie TV, episodio 3x08 (1960)
- Gli intoccabili (The Untouchables) – serie TV, 3 episodi (1959-1960)
- Tom, Dick and Harry, regia di Oscar Rudolph – film tv (1960)
- The Roaring 20's – serie TV, un episodio (1960)
- Scacco matto (Checkmate) – serie TV, episodio 1x12 (1960)
- I detectives (The Detectives) – serie TV, episodi 2x04-2x13-3x08 (1960-1961)
- Pete and Gladys – serie TV, 6 episodi (1961-1962)
- Lotta senza quartiere (Cain's Hundred) – serie TV, un episodio (1962)
- Combat! – serie TV, un episodio (1962)
- Sam Benedict – serie TV, un episodio (1962)
- Don't Call Me Charlie – serie TV, un episodio (1963)
- La parola alla difesa (The Defenders) – serie TV, un episodio (1963)
- The Nurses – serie TV, episodio 1x29 (1963)
- Ai confini della realtà (The Twilight Zone) – serie TV, 2 episodi (1960-1963)
- Mr. Novak – serie TV, episodio 1x05 (1963)
- Sotto accusa (Arrest and Trial) – serie TV, episodio 1x15 (1964)
- The Travels of Jaimie McPheeters – serie TV, episodio 1x21 (1964)
- Io e i miei tre figli (My Three Sons) – serie TV, episodio 4x35 (1964)
- Il dottor Kildare (Dr. Kildare) – serie TV, un episodio (1964)
- The Crisis (Kraft Suspense Theatre) – serie TV, un episodio (1965)
- Il virginiano (The Virginian) – serie TV, episodio 4x10 (1965)
- Cavaliere solitario (The Loner) – serie TV, un episodio (1966)
- Missione impossibile (Mission: Impossible) – serie TV, un episodio (1966)
- Organizzazione U.N.C.L.E. (The Man from U.N.C.L.E.) – serie TV, 2 episodi (1966-1967)
- Al banco della difesa (Judd for the Defense) – serie TV, 2 episodi (1968)
- Mannix – serie TV, 5 episodi (1967-1969)
- F.B.I. (The F.B.I.) – serie TV, un episodio (1970)
- Ironside – serie TV, 2 episodi (1969-1971)
- Petrocelli – serie TV, un episodio (1974)
- They Only Come Out at Night – film TV (1975)
- Arcibaldo (All in the Family) – serie TV, un episodio (1976)
- Maude – serie TV, un episodio (1976)
- Lou Grant – serie TV, un episodio (1977)
- Fantasilandia (Fantasy Island) – serie TV, un episodio (1978)
- Blind Ambition - miniserie TV (1979)
- Cuore e batticuore (Hart to Hart) – serie TV, un episodio (1980)
- Barney Miller – serie TV, un episodio (1982)

## Doppiatori italiani
- Stefano Sibaldi in Marty, vita di un timido
- Pino Locchi in Al centro dell'uragano
- Giuseppe Rinaldi ne Il marmittone
- Manlio Busoni ne Gli uccelli
- Nando Gazzolo ne Il grande inganno

## Riconoscimenti
Premi Oscar 1956 – Candidatura all'Oscar al miglior attore non protagonista per Marty, vita di un timido